# Wilhelm Friedemann Bach
Wilhelm Friedemann Bach (Weimar, 22 november 1710 – Berlijn, 1 juli 1784) was een Duits organist, klavecinist, fortepianospeler, dirigent, muziekpedagoog en componist. Wilhelm Friedemann was de oudste zoon van Johann Sebastian Bach en Maria Barbara Bach. Hij was werkzaam in Dresden, Halle, Braunschweig en op het laatst in Berlijn. Hij gold als de grootste organist van zijn tijd en was vermaard vanwege zijn orgelimprovisaties.
Het Wilhelm-Friedemann-Bach-Haus in Halle is naar hem vernoemd en gevestigd in een huis waar hij heeft gewoond. Het is aan hem en zes andere componisten uit Halle gewijd.

## Levensloop

### Opvoeding en opleiding inWeimar(1710-1718),Köthen(1718-1723),Leipzig(1723-1733)
Wilhelm Friedemann Bach studeerde bij zijn vader die vanaf 1720 voor hem een apart Klavierbüchlein, een muzikaal leerboek, samenstelde. In dit geschrift noteerde W. Fr. composities die als zijn eerste worden beschouwd. (De delen BWV 924-932 worden soms aan hem en niet aan de vader toegeschreven).
Vervolgens werkte J.S. Bach als kapelmeester aan het hof van de muzikale prins Leopold van Anhalt-Köthen, een positie met veel aanzien.
In Köthen kreeg J.S. Bach de opdracht vooral kamermuziek en andere instrumentale werken te componeren. Hij behoefde geen wekelijkse cantates te schrijven en te dirigeren aan het gereformeerde hof van Köthen. Het hoforkest bestond in deze periode uit voortreffelijke musici die in 1713 in Berlijn ontslagen waren door Frederik Willem I van Pruisen bij zijn aantreden. Bach besteedde veel aandacht aan didactisch materiaal, zoals Das wohltemperierte Klavier uit 1722.
In 1723 solliciteerde zijn vader naar een aanstelling als cantor van de Thomasschule en Thomaskirche in Leipzig vooral om een goede opleiding voor zijn kinderen te bewerkstelligen. De inmiddels uitdijende familie Bach betrok de bijbehorende ambtswoning toen hij werd aangenomen. Wilhelm Friedemann ging tot 1729 naar de naastgelegen Thomasschool. J.S. Bach stelde voor zijn zoon een reeks samen van zes triosonates voor orgel (BWV 525-530), die tot de beste orgelcomposities van de vader behoren. W. Fr. studeerde aan de plaatselijke universiteit o.a. filosofie en wiskunde. In 1726-1727 kreeg hij in Merseburg vioolles van Johann Gottlieb Graun. Wilhelm Friedemann hielp zijn vader bij het uitschrijven van de partijen van zijn composities.
In opdracht van zijn vader reisde Wilhelm Friedemann in 1729 naar Halle om Georg Friedrich Händel, de beroemdste klaviervirtuoos van die dagen, uit te nodigen zijn vader in Leipzig te bezoeken. Het was Bachs tweede poging om persoonlijk met Händel in contact te komen.
Wilhelm Friedemann Bach en zijn vader waren 13 september 1731 aanwezig bij de uitvoering van Cleofide in Dresden, een opwindende opera van Johann Adolf Hasse.

### Verblijf inDresden(1733-1746)
Na zijn studie aan de universiteit van Leipzig werd Wilhelm Friedemann in 1733, op voorspraak van zijn vader (die zelfs de sollicitatiebrief van zijn zoon schreef), organist van de lutherse Sophienkirche in Dresden. In de kerk bevond zich een beroemd Silbermannorgel, dat door zijn vader was ingespeeld. Voor het proefspel van zijn oudste zoon maakte Bach senior een nieuwe versie van zijn reeds in Weimar gecomponeerde Praeludium et Fuga in G (BWV 541). Uit voorzorg noteerde Bach Senior 'Vivace' (levendig) bij het begin van het Praeludium.
De sfeer aan het katholieke hof in Dresden, waar sinds 1733 een nieuwe keurvorst August III de scepter zwaaide, was in veel opzichten anders dan in het protestantse Leipzig. Kenmerkten kunst en cultuur zich in de Leipziger burgersamenleving door een bepaalde mate van ingetogenheid, in Dresden was het vorstelijke luister alom. Veel van zijn symfonieën, kamer- en klavierwerken dateren uit deze tijd. De alles overheersende rol van de vader blijkt telkens weer; hij zocht een drukker voor composities van zijn zoon.

### Verblijf in Halle (1746-1764)
Wilhelm Friedemann vertrok in 1746 naar Halle, wat hem de bijnaam de Hallescher Bach bezorgde. Halle was het centrum van Piëtisme en Wilhelm Friedemann begon met het componeren van cantates, waarvan Gott fähret auf de meest geslaagde is.
Ook bewerkte hij cantates van zijn vader voor praktisch gebruik ter plaatse: zo voegde hij aan 'Ein feste Burg ist unser Gott' (BWV 80) en 'Jauchzet Gott in allen Landen' (BWV 51) partijen voor 3 trompetten en 2 pauken toe.
In 1747 musiceerde hij met zijn vader in Sanssouci, het nieuwe lustslot van koning
Frederik de Grote van Pruisen in Potsdam, waar hij zijn oude leermeester Graun en zijn tweede broer – hofmusicus bij de Pruisische koning – Carl Philipp Emanuel Bach ontmoette.
Nadat zijn vader in 1750 was overleden, trouwde de elegante Wilhelm Friedemann in 1751 met de dochter van een belastingambtenaar.
Wilhelm Friedemann verkeerde in vrijdenkerskringen en had contact met de verlichtingsfilosoof Christian Wolf aan de plaatselijke universiteit. In 1758 componeerde hij een stuk voor de verjaardag van Frederik de Grote.
Toch kon Wilhelm Friedemann ook in Halle niet helemaal zijn draai vinden. Een aanstelling als kapelmeester in Darmstadt als opvolger van Christoph Graupner kreeg hij niet. Misschien zag hij er zelf vanaf.

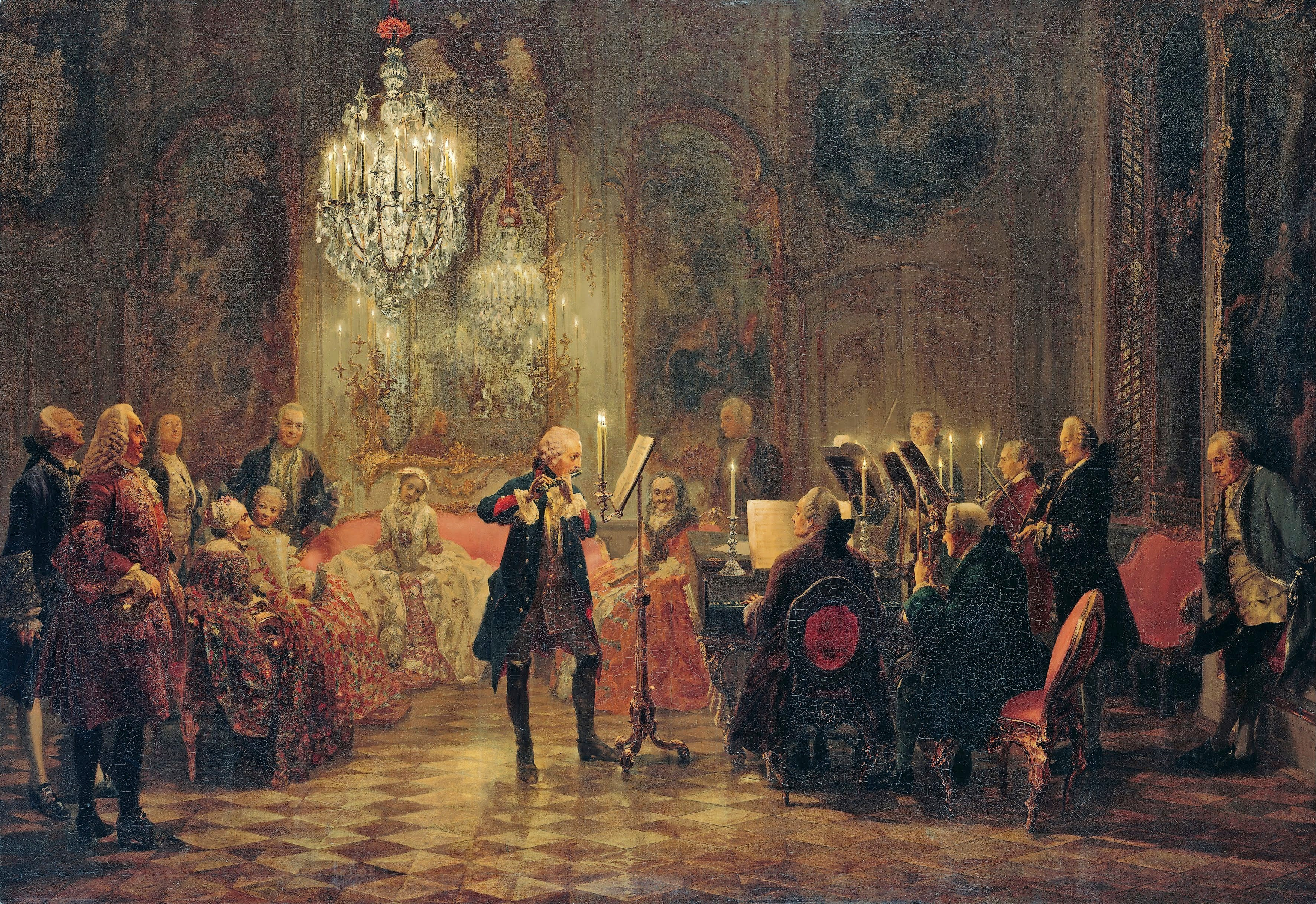
Frederik de Grote bij het fluitspel (schilderij door Adolph von Menzel)

Na een ruzie met het kerkbestuur in 1764, omdat hij te lang was weggebleven, besloot Bach 'freelancemusicus' te worden. Hij ging lesgeven en gaf uitvoeringen op het orgel, veelal als improvisator.
Een magistraal Praeludium et Fuga in f (BWV 534) dat tot voor kort aan J.S. Bach werd toegeschreven, blijkt door Wilhelm Friedemann Bach te zijn gecomponeerd. Daarnaast zijn enkele koraalvoorspelen en 'losse' fuga's overgeleverd, die ook voor orgel zijn bedoeld.
Over Wilhelm Friedemanns prestaties op het orgel schreef zijn jongere broer Carl Philipp Emanuel Bach aan Johann Nicolaus Forkel, de allereerste biograaf van J.S. Bach: Hij kon onze vader beter vervangen dan wij allemaal bij elkaar.

### Verblijf inBraunschweig(1771-1774) enBerlijn(1774-1784)
In 1770 verhuisde Wilhelm Friedemann naar Braunschweig. In Wolfenbüttel bespeelde hij het orgel, dat ooit was ingespeeld door Michael Praetorius. Hij reisde op uitnodiging van Johann Nikolaus Forkel, de eerste biograaf van zijn vader, naar Göttingen. Forkel stak hem in nieuwe kleren en stuurde hem metworsten als dank voor alle verstrekte informatie.
Aan het hof in Berlijn oogstte hij (vanaf 1774) aanvankelijk veel succes. De Weense gezant Gottfried van Swieten nam kopieën van Wilhelm Friedemanns composities mee naar huis en liet deze aan Mozart zien. Maar na enige tijd keerden de kansen. Prinses Anna Amalia, de ongetrouwde zuster van Frederik de Grote en een groot muziekliefhebster die zelf ook het orgel bespeelde, keerde zich van hem af na een ruzie tussen Bach en haar muziekleraar Johann Kirnberger. Bach raakte opnieuw in financiële problemen omdat hij geen zin meer had in het lesgeven.
Wilhelm Friedemann Bach begon in Berlijn de greep op zijn leven gaandeweg te verliezen. Hij dronk meer dan goed voor hem was en moest de financiële hulp van vrienden en bewonderaars inroepen. Niet alle compositiehandschriften die hij van zijn vader erfde bleven in zijn bezit. Vanwege geldzorgen verkocht hij veel van deze documenten aan derden, zoals de Matthäus Passie, die in handen kwam van de familie Mendelssohn, maar ook aan zijn broer Carl Philipp Emanuel. Wilhelm Friedemann verhuisde diverse malen binnen Berlijn en stierf in kommervolle omstandigheden, vrouw en dochter onverzorgd achterlatend. Zijn dochter verhuisde uiteindelijk naar Amerika, maar haar nageslacht bleek niet erg onder de indruk van de meegenomen composities. Ze kunnen als verloren worden beschouwd.

## Over zijn muziek en zijn persoon

### Muziek
De muziek van Wilhelm Friedemann vertoont de 'bouwkundige' degelijkheid die aan de muziek van zijn vader eigen is, met name wat betreft het contrapunt. Daarnaast zocht (en vond) hij nieuwe uitdrukkingswijzen waarin gevoelssubjectiviteit de muzikale uitdrukking bepaalt, met veel stemmingswisselingen en veranderingen in het ritme. Wilhelm Friedemann was hierin een duidelijke exponent van een nieuwe literaire en muzikale beweging in zijn tijd, de Sturm und Drang.
In dit verband is de opvatting van Zelter aan Goethe opmerkelijk (hier in vertaling): Als componist had hij de tic om zwaarmoedig origineel te zijn, zich van zijn vader en broeders te verwijderen.
Zijn composities zijn door zijn biograaf Martin Falck – decennialang de onbetwiste Wilhelm Friedemann Bachkenner – van een catalogusnummer voorzien.
In 1993 promoveerde de Duitse musicoloog Peter Wollny op Wilhelm Friedemanns composities, met een inmiddels als gezaghebbend te boek staande dissertatie. Dit vormt de basis van een 'officiële' werkenlijst – is in voorbereiding – en van een beoogde complete uitgave van alle (overgeleverde) composities van Wilhelm Friedemann Bach.

### Persoon
Wilhelm Friedemann Bach had zowel de zegen als de pech dat hij als eerste zoon van J.S. Bach met diens overweldigende kunstzinnige persoonlijkheid te maken had. Bach senior had zeer grote verwachtingen van zijn oudste zoon. Hij spande zich als zijn opvoeder en voornaamste muziekleraar in om hem een bestaan als succesvol beroepsmusicus te bezorgen.
Hoe ambivalent de verhouding tussen Wilhelm Friedemann en zijn vader ook geweest moge zijn: feit is wel dat J.S. Bach zijn zoon op latere leeftijd als 'evenknie' beschouwde in hun beider beroepsuitoefening als musicus, met name wat betreft de theoretische grondslagen.
Hiervan getuigt een handgeschreven document uit de jaren 1730 van beiden, dat een soort schriftelijke 'dialoog' van uitgewerkte contrapuntische ideeën is. Een van de thema's blijkt een voorstudie te zijn van het hoofdthema van de (latere) klavecimbelcyclus Die Kunst der Fuge.
In tegenstelling tot zijn jongere broer Carl Philipp Emanuel Bach en zijn nog jongere halfbroers Johann Christoph Friedrich Bach en Johann Christian Bach heeft Wilhelm Friedemann zich nooit echt aan de grote, zo niet dominante invloed van zijn vader weten te ontworstelen: niet persoonlijk en in zekere zin ook niet als scheppend kunstenaar.
Zijn leven valt in maatschappelijk opzicht – vooral in de laatste levensjaren – als een geleidelijke maar onstuitbare neergang te kwalificeren. Dat staat los van de kwaliteit van zijn overgeleverde composities, die volgens velen met 'groot' valt te omschrijven.

## Composities
De catalogusaanduiding 'BR' verwijst naar het Bach-Repertorium – Thematisch-systematischen Verzeichnis der Werke Wilhelm Friedemann Bach door Peter Wollny (deze uitgave is in voorbereiding).
Een complete uitgave van het overgeleverde werk van Wilhelm Friedemann Bach is eveneens in voorbereiding: Wilhelm Friedemann Bach. Gesammelte Werke.
De serie zal 10 delen omvatten, de muziektekst wordt door P.Wollny verzorgd. Het geheel zal bij Carus Verlag in Stuttgart verschijnen.

### Werken voor klavier-solo (klavecimbel, clavichord of fortepiano)

#### ‘Losse’ werken
- 2 Allemandes (g, g – BR-A 40-41/BWV 836-837; uit 1725
- 2 Menuetten (G, g) – BR-A 42-43/BWV 841-842: uit 1725
- 4 Praeludiae (C, D, e, a) – BR-A 44-47/BWV 924a, 925, 932, 931; uit 1726
- Suite (g) – BR-A 39/BWV 844; uit 1730-1735 [?]); is aan J.S. Bach toegeschreven)
- Scherzo (g) – BR-A 55a-b/BWV 844a; uit 1730-1735 [?]; is aan J.S. Bach toegeschreven)
- Bourlesca, ook ‘L’imitation de la Chasse’ (in C) – BR-A 51a-b; uit 1735/40
- La Reveille (C) – BR-A 52; uit 1735/40
- Gigue (G) – BR-A 53a-b; uit 1735/40
- Praeludium (c) – BR-A 54; uit 1740
- Marsch (F) – BR-A 57; uit 1759
- Polonaise (C) – BR-A 58; uit 1759
- 12 Polonaises (C, c, D, d, Es, es, E, e, F, f, G,g) – BR-A 27-38; uit 1765
- Marsch (Es) – BR-A 56; uit 1770 (?)
- Andante (e) – BR-A 60; uit 1775 (?)
- Allegro non troppo – BR-A 61; uit 1775 (?) – sinds 1945 verloren
- Un poco allegro (C) – BR-A 62; uit 1775 (?)
- Menuetto (g) – BR-A 48; uit ?
- Tempo di Minuetto (d) – BR-A 49a-c; uit ?
- Menuetto (F) – BR-A 50; uit ? (is ook aan Carl Philipp Emanuel Bach toegeschreven)
- Ouverture (Es) – BR-A 59; uit ?

#### Sonates
- Sonata (F) – BR-A 10; uit 1735
- Sonata (C) – BR-A 1; uit 1735
- Sonata (C) – BR-A 2a-b; in twee versies, uit 1735 en 1750
- Sonata (F) – BR-A 11a-c; in drie versies, uit 1735, 1740 en na 1750
- Sonata (e) – BR-A 9; uit 1735 – verloren
- Sonata (D) ‘’per il Cembalo’’ –BR-A 4; uit 1745
- Sonata (Es) ‘’pour Clavecin a Halle’’ – BR-A 7; uit 1748
- Sonata (A) – BR-A 15; uit 1770 (?)
- Sonata (Bes) – BR-A 16; uit 1770 (?)
- Sonata (C) – BR-A 3; uit 1775
- Sonata (D) – BR-A 5; uit 1775
- Sonata (Es) – BR-A 8; uit 1775
- Sonata (G) – BR-A 14; uit ?
- Sonata voor twee klavecimbels (D) – BR-A 6; uit 1782 – verloren

#### Fuga’s
- Fuga (F) – BR-A 90; uit 1740
- Fuga (c) – BR-A 89; uit 1745-voor 1758
- Fuga (C) – BR-A 81; uit 1774-1778
- Fuga (c) – BR-A 82; uit 1774-1778
- Fuga (D) – BR-A 83; uit 1774-1778
- Fuga (d) – BR-A 84; uit 1774-1778
- Fuga (Es) – BR-A 85; uit 1774-1778
- Fuga (e) – BR-A 86; uit 1774-1778
- Fuga (Bes) – BR-A 87; uit 1774-1778
- Fuga (f) – BR-A 88; uit 1774-1778

#### Fantasia’s
- Fantasia (G) – BR-A 25; uit 1750 (?)
- Fantasia (e) – BR-A 23; uit 1770
- Fantasia (c) – BR-A 18; uit 1770-1775
- Fantasia (c) – BR-A 19; uit 1770-1775
- Fantasia (D) – BR-A 20; uit 1770-1775
- Fantasia (d) – BR-A 21; uit 1770-1775
- Fantasia (d) – BR-A 22; uit 1770-1775
- Fantasia (e) – BR-A 24; uit 1770-1775
- Fantasia (a) – BR-A 26; uit 1770-1775

### Werken voor orgel
- Fantasia (C) – BR-A 17; uit 1770-1775
- Fuga (F) – BR-A 91; uit ?
- Fuga (g) – BR-A 92; uit ?
- ’’Nun komm der Heiden Heiland’’ – BR-A 93; uit ?
- ’’Christe, der du bist Tag und Licht’’ – BR-A 94, uit ?
- ’’Jesu meine Freude’’ – BR-A 95; uit?
- ’’Durch Adams Fall ist ganz verderbt’’ – BR-A 96; uit ?
- ’’Wir danken dir Herr Jesu Christ’’ – BR-A 97; uit ?
- ’’Wir Christenleut han jetzund Freud’’ – BR-A 98; uit ?
- ’’ Was mein Gott will, das g’scheh allzeit’’ – BR-A 99; uit ?
- Trio ‘’Allein Gott in der Höh’ sei Ehr’’ – BR-A 100; uit ? – verloren
- Praeludium et Fuga (f) – BR Deest/BWV 534; uit ? (vroeger aan J.S. Bach toegeschreven)

### Werken voor een (mechanische) speelklok
(Een verzameling van 18 kleine stukken voor een klein mechanisch orgel in een staande salonklok (behoorde ooit tot de inventaris van het kasteel van Köthen); vroeger aan J.S. Bach toegeschreven)
- BR-A 63/BWV-Anhang 133
- BR-A 64/BWV-Anhang 134
- BR-A 65/BWV-Anhang 135
- BR-A 66/BWV-Anhang 136
- BR-A 67/BWV-Anhang 137
- BR-A 68/BWV-Anhang 138
- BR-A 69/BWV-Anhang 139
- BR-A 70/BWV-Anhang 140
- BR-A 71/BWV-Anhang 141
- BR-A 72/BWV-Anhang 142
- BR-A 73/BWV-Anhang 143
- BR-A 74/BWV-Anhang 144
- BR-A 75/BWV-Anhang 145
- BR-A 76/BWV-Anhang 146
- BR-A 77/BWV-Anhang 147
- BR-A 78/BWV-Anhang 148
- BR-A 79/BWV-Anhang 149
- BR-A 80/BWV-Anhang 150

### Kamermuziek
- BR B 1 \ Duetto voor traverso's in e (F 54)
- BR B 2 \ Duetto voor traverso's in Es flat (F 55)
- BR B 3 \ Duetto voor traverso's in Es (F 56)
- BR B 4 \ Duetto voor traverso's in F (F 57)
- BR B 5 \ Duetto voor traverso's in f (F 58)
- BR B 6 \ Duetto voor traverso's in G (F 59)
- BR B 7 \ Duetto voor altviolen in C (F 60)
- BR B 8 \ Duetto voor altviolen in G (F 61)
- BR B 9 \ Duetto voor altviolen in g (F 62)
- BR B10 \ Fluitsonata in F (F 51) – verloren
- BR B11 \ Fluitsonata in a (F 52) – verloren
- BR B12 \ Fluitsonata in D (F 53) – verloren
- BR B13 \ Triosonata in D (F 47)
- BR B14 \ Triosonata in D (F 48)
- BR B15 \ Triosonata in a (F 49)
- BR B16 \ Triosonata in Bes (F 50)
- BR B17 \ Sonata voor traverso, viool & basso continuo in F

### Orkestwerken
- BR C 1 \ Symfonie in C (F 63)
- BR C 2 \ Symfonie in F (F 67)
- BR C 3 \ Symfonie in G (F 68) – verloren
- BR C 4 \ Symfonie in G (F 69) – verloren
- BR C 5 \ Symfonie in Bes (F 71) – verloren
- BR C 6 \ Symfonie in A (F 70) – fragment
- BR C 7 \ Symfonie in d (F 65)
- BR C 8 \ Symfonie in D (F 64)
- BR C 9 \ Klavecimbelconcert in D (F 41)
- BR C10 \ Klavecimbelconcert in Es (F 42)
- BR C11 \ Concert voor twee klavecimbels in Es (F 46)
- BR C12 \ Klavecimbelconcert in e (F 43)
- BR C13 \ Klavecimbelconcert in F (F 44)
- BR C14 \ Klavedimbelconcert in a (F 45)
- BR C15 \ Traversoconcert in D

### Liturgische muziek
- BR E1 \ Mis in g (F100)
- BR E2 \ Mis in d (F 98)
- BR E3 \ Heilig ist Gott (F 78a)
- BR E4 \ Agnus Dei in d
- BR E5 \ Amen (F 99)
- BR E6 \ Halleluja (F 99)
- BR E7 \ Lobet Gott, unsern Herrn (F 78b)

### Kerkcantates
- BR F 1 \ Lasset uns ablegen die Werke der Finsternis (F 80)
- BR F 2 \ O Wunder ! wer kann dieses fassen? (F 92)
- BR F 3 \ Ach, daß du den Himmel zerrissest (F 93)
- BR F 4 \ Ehre sei Gott in der Höhe (F250)
- BR F 5 \ Der Herr zu deiner Rechten (F 73)
- BR F 6 \ Wir sind Gottes Werk (F 74)
- BR F 7 \ Wie schön leuchtet der Morgenstern (F 82)
- BR F 8 \ Cantate voor Palmzondag – verloren
- BR F 9 \ Erzittert und fallet (F 83)
- BR F10 \ Auf, Christen, posaunt
- BR F11 \ Gott fähret auf mit Jauchzen (F 75)
- BR F12 \ Wo geht die Lebensreise hin? (F 91)
- BR F13 \ Wer mich liebet, der wird mein Wort halten (F 72)
- BR F14 \ Dies ist der Tag (F 85)
- BR F15 \ Ertönt, ihr seligen Völker (F 88)
- BR F16 \ Ach, daß du den Himmel zerrissest
- BR F17 \ Es ist eine Stimme eines Predigers in der Wüste (F 89)
- BR F18 \ Der Herr wird mit Gerechtigkeit (F 81)
- BR F19 \ Ach Gott vom Himmel, sieh darein (F 96)
- BR F20 \ Introduzzione delle predicazione del Catechismo (F 76)
- BR F21 \ Wie ruhig ist doch meine Seele (F 77) (lost)
- BR F22 \ Der Höchste erhöret das Flehen der Armen (F 86)
- BR F23 \ Verhängnis, dein Wüten entkräftet die Armen (F 87)
- BR F24 \ Auf, Christen, posaunt (F 95)
- BR F25 \ Dienet dem Herrn mit Freuden (F 84)
- BR F26 \ Der Trost gehöret nur für Kinder
- BR F27 \ Zerbrecht, zerreist, ihr schnöden Banden (F 94)
- BR F28 \ Laß dein Wehen in mir spielen
- BR F29 \ Gnade finden (F 79) – fragment

### Wereldlijke cantates & opera
- BR G1 \ O Himmel, schöne (F 90)
- BR G2 \ Lausus und Lydie (F106) – verloren

### Lied
- BR H1 \ Cantilena nuptiarum consolatoria (F 97)

### Andere genres
- BR I1 \ Canons & studies (F 39: orgel)
- BR I2-5 \ 4 Trippelcanons (F212: orgel)
- BR I6 \ Fuga-expositie in C (F 35: orgel)
- BR I7 \ Fuga-expositie over B-A-C-H (F210: fragment)
- BR I8 \ Abhandlung vom harmonischen Dreiklang – verloren
- F 34 \ Fuga in Bes (orgel)
- F211 \ 3 Fuga's (orgel)
- Fnv8 \ Sonata in a

### Varia
- Contrapuntische studies van J.S. en W.Fr. Bach samen
- (BWV 534) Praeludium et Fuga in f-moll (abusievelijk aan J.S. Bach toegeschreven)
- (BWV 80) Cantate 'Ein feste Burg ist unser Gott' van J.S.Bach met toevoeging van trompetten en pauken door W.Fr.Bach